# Mantius difficilis
Mantius difficilis là một loài nhện trong họ Salticidae.
Loài này thuộc chi Mantius. Mantius difficilis được Elizabeth Maria Gifford Peckham & George William Peckham miêu tả năm 1907.